# The Choirboys (film)
The Choirboys is een Amerikaanse avonturenfilm van Robert Aldrich die werd uitgebracht in 1977.
De film is gebaseerd op de gelijknamige roman uit 1975 van Joseph Wambaugh, een auteur wiens politieromans meer dan eens aan de basis van een film lagen.

## Verhaal
Los Angeles. Een groepje politieagenten blaast geregeld 's avonds stoom af in MacArthur Park. Ze drinken veel en halen baldadigheden uit om de stress van hun baan te ventileren. Onder hen bevinden zich een agent die op het punt staat op pensioen te gaan, een onverdraagzame agent, enkele jonge agenten en een Vietnamveteraan die regelmatig paniekaanvallen krijgt. Een van hun grappen loopt uit de hand wanneer een van hen een homoseksuele tiener neerschiet in het park.

## Rolverdeling
| Acteur                 | Personage         |
| ---------------------- | ----------------- |
| Charles Durning        | Spermwhale Whalen |
| Louis Gossett jr.      | Calvin Motts      |
| Perry King             | Baxter Slate      |
| Clyde Kusatsu          | Francis Tanaguchi |
| Stephen Macht          | Spencer Van Moot  |
| Tim McIntire           | Roscoe Rules      |
| Randy Quaid            | Dean Proust       |
| Chuck Sacci            | 'Father' Sartino  |
| Don Stroud             | Sam Lyles         |
| James Woods            | Harold Bloomguard |
| Burt Young             | Scuzzi            |
| Phyllis Davis          | Foxy              |
| Susan Batson           | Sabrina           |
| Cheryl Smith           | Tammy             |
| Barbara Rhoades        | No Balls Hadley   |
| Cheryl Rainbeaux Smith | Tammy             |
| Charles Haid           | Nick Yanov        |